# Persarmenien

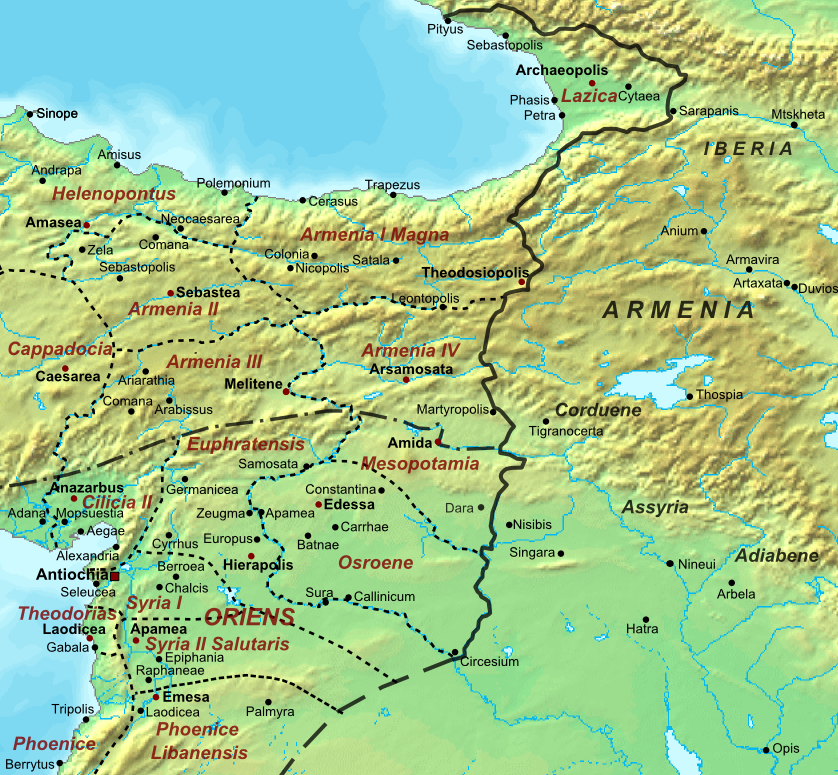
Persarmenien und die römisch-persische Grenze im Jahr 565.

Persarmenien ist die spätantike Bezeichnung für jenen Teil Armeniens (das in der Antike und im Mittelalter wesentlich größer war als der heutige Staat), der Ende des 4. Jahrhunderts n. Chr. dauerhaft unter die Kontrolle des Sassanidenreichs gelangte. Der Name erscheint bereits bei spätrömischen Autoren wie Prokopios (z. B. Bella 8,2,20) oder Euagrios Scholastikos (Kirchengeschichte 5,7).
Wohl im Jahr 387 einigten sich der römische Kaiser Theodosius I. und der persische Großkönig Schapur III. hinsichtlich Armeniens, das schon immer einen Zankapfel zwischen Rom und dem Partherreich bzw. später den Sassaniden darstellte. Nur etwa ein Fünftel des Landes fiel an Rom (dessen strategischen Bedürfnissen damit Genüge getan war, siehe Römisches Armenien), der Rest geriet unter persische Kontrolle. Anfangs noch ein Vasallenkönigtum unter Herrschern aus dem Geschlecht der Arsakiden, wurde Persarmenien 428 sassanidische Provinz mit einem eigenen Statthalter (Marzban); neue Hauptstadt wurde Dvin (Dubios).
Mit der Grenzziehung von 387 konnten beide Seiten, Römer und Perser, prinzipiell leben. Dennoch stritten sich Rom und Persien während der restlichen Spätantike immer wieder um Armenien, auch wenn die Beziehungen zwischen den beiden Großmächten im 5. Jahrhundert weitgehend friedlicher Natur waren. Eine bedeutende Rolle spielte dabei der mächtige armenische Adel, der die beiden Großmächte mitunter in seine Konflikte hineinzog. Bekannt sind für Persarmenien etwa 50 aristokratische Familien. Bedeutsam war dabei insbesondere die erbitterte Rivalität zwischen den beiden hochadligen Geschlechtern der Bagratuni und der Mamikonean.
Dabei spielte auch die Religion eine zunehmend wichtige Rolle. Armenien war zwar bereits um 314 vordergründig christianisiert worden, doch dauerte die Bekehrung des Landes in Wahrheit wohl länger, als es spätere Quellen darstellen. In diesen Zusammenhang gehört auch die Erfindung der armenischen Alphabetschrift, die um 400 in Persarmenien erfolgte und primär der christlichen Mission dienen sollte. Dennoch lehnten mehrere mächtige Adelsfamilien das Christentum hartnäckig ab und bevorzugten den Zoroastrismus.
Die religiösen Differenzen verbanden sich so mit politischen Rivalitäten und führten schließlich zu offenen Konflikten mit Persien, wo der Zoroastrismus eine zentrale Rolle spielte. In Verbindung mit innerarmenischen Machtkämpfen kam es wiederholt zu Aufständen christlicher Adliger – vor allem von 449 bis 451 (Höhepunkt: Schlacht von Avarayr im Juni 451) und 571/72 –, was auch die Beziehungen zwischen Ostrom und dem Sassanidenreich empfindlich störte. Dabei spielten für die beiden Großmächte auch strategisch-wirtschaftliche Interessen eine Rolle. Im 6. und 7. Jahrhundert kam es schließlich wieder zu erbitterten Kämpfen zwischen Rom und Persien um den Besitz dieser Region (zu Details vgl. Römisch-Persische Kriege).
591 überließ König Chosrau II. praktisch ganz Persarmenien den Byzantinern (Ostrom), doch ab 603 eroberten die Sassaniden das Gebiet zurück. Ganz am Ende der Spätantike, nach dem Perserkrieg des Herakleios, aus dem Ostrom siegreich hervorgegangen war, gehörte um 630 kurzzeitig wieder ganz Armenien formal dem römischen Machtbereich an. Doch fiel kurz darauf im Laufe der Islamischen Expansion auch Armenien (größtenteils bzw. zeitweilig) an die Araber. Zur weiteren Geschichte siehe Geschichte Armeniens.